# Moritzoppia microdentata
Moritzoppia microdentata är en kvalsterart som först beskrevs av Gordeeva och Grishina 1991.  Moritzoppia microdentata ingår i släktet Moritzoppia och familjen Oppiidae. Inga underarter finns listade i Catalogue of Life.